# Gỗ vạng trứng
Gỗ vạng trứng (tên thương phẩm: White milkwood) là loại gỗ được lấy từ cây vạng trứng (tên khoa học: Endospermum chinense) là loài cây bản địa của khu vực Đông Dương (bao gồm Việt Nam, Lào, Campuchia, Thái Lan, Malaysia v.v) và miền nam Trung Quốc, thuộc họ Euphorbiaceae. Đây là loài cây gỗ lớn, thân tròn thẳng và sinh trưởng nhanh, gỗ có màu sắc đẹp.

## Đặc điểm ngoại hình
Gỗ có thân tròn thẳng, đường kính lớn, độ thót ngọn < 2%, độ cong <2%, độ tròn đều > 0,7. Gỗ không có bạnh vè, u bướu, không mắt, không sâu mục.

## Cấu tạo gỗ vạng trứng

### Cấu tạo thô đại
Gỗ vạng trứng có màu vàng nhạt, gỗ giác gỗ lõi không phân biệt, gỗ sớm gỗ muộn cũng không phân biệt, vòng năm khó nhận biết trên mặt cắt dọc, dễ nhận biết trên mặt cắt ngang. Chiều dài vòng năm 4–6 mm, mặt gỗ tương đối mịn, mạch đơn và kép ngắn phân tán, có từ 136-150 lỗ/cm². Dễ nhận thấy mô mềm hình mạng lưới, tia gỗ nhỏ và hẹp, chiều hướng thớ gỗ thẳng, gỗ mềm và nhẹ.

### Cấu tạo hiển vi
- Mạch gỗ xếp phân tán, mạch đơn và kép 2-3, hình tròn, e líp. Đường kính lỗ mạch theo chiều tiếp tuyến tương đối lớn 153-237 (μm). Số lượng mạch rất ít, có từ 2-3 mạch/mm².
- Tia gỗ dị hình 1-3 dãy tế bào, tia có kích thước nhỏ, chiều rộng tia gỗ 26-57 (μm), chiều cao tia gỗ 370-596 (μm), số lượng tia gỗ trung bình theo chiều dài tiếp tuyến có 6-9 tia/mm.
- Lỗ thông ngang trên vách tế bào mạch gỗ xếp so le, đường kính lỗ thông ngang lớn 12-14 μm, không thể bít.
- Mô mềm xếp thành hình mạng lưới, có tinh thể hình thoi nằm trên vách tế bào mô mềm.
- Sợi gỗ tương đối dài 1,5-2,3 mm, đường kính sợi gỗ trung bình 23-29 (μm), vách sợi mỏng 5-7 (μm).

## Thành phần hóa học
- Hòa tan trong nước lạnh: 9,54%
- Hòa tan trong nước nóng: 11,56%
- Hòa tan trong cồn + Benzen: 5,48%
- Hòa tan trong NaOH 1%: 26,14%
- Hàm lượng tro: 0,5%
- Độ pH = 6,4

## Sử dụng
- Sản xuất ván dán, ván ghép thanh.
- Sản xuất giấy và bột giấy: Hàm lượng xenluloza >30%, lignin ít, gỗ mềm, nhẹ, dễ nghiền, dễ phân ly hóa chất.
- Sản xuất đồ dùng văn phòng và đồ chơi bằng gỗ.
- Đóng đồ mộc nội thất.